# Winter-Universiade 1970/Eishockey
Bei der Winter-Universiade 1970 wurde ein Männerturnier im Eishockey ausgetragen.

## Bilanz

### Medaillenspiegel
| Platz  | Land             | Gold | Silber | Bronze | Gesamt |
| ------ | ---------------- | ---- | ------ | ------ | ------ |
| 1      | Tschechoslowakei | 1    | –      | –      | 1      |
| 2      | Sowjetunion      | –    | 1      | –      | 1      |
| 3      | Finnland         | –    | –      | 1      | 1      |
| Gesamt | Gesamt           | 1    | 1      | 1      | 3      |

### Medaillengewinner
| Disziplin | Gold | Silber | Bronze |
| --------- | --- | --- | --- |
| Männer    | TschechoslowakeiPavel Wohl Vladimír Dzurilla Josef Horešovský Jan Eysselt Milan Kužela Jozef Bukovinský Pavol Bačiak Vladimír Lukscheider Ivan Grandtner Václav Nedomanský Milan Mrukvia František Ševčík Petr Brdička Jiří Janák Peter Zelenka Ivan Hlinka Karel Ruml | SowjetunionGregor Welijanin Waleri Golojuchow Alexander Jelistratow Anatoli Karpow Wiktor Lixjutin Sergei Nikolajew Rim Mendubajew Alexander Tschepelew Wiktor Putschkow Alexander Sapelkin Waleri Subarew Wladimir Igoschin Gennadi Syrzow Alexander Syrzow Wladimir Syrzow Jewgeni Truchatschow | FinnlandRauli Ottila Erkki Airaksinen Seppo Laakkio Antti Perttula Timo Saari Juhani Iso-Eskeli Hannu Niittoaho Matti Rautee Pekka Rautee Jaakko Marttinen Jorma Thusberg Matti Murto Pertti Ansakorpi Reijo Hakanen Ilpo Kuisma Esko Mäkinen Reijo Paksal Timo Lahtinen |